# Agenda Pública
Agenda Pública és un lloc web que consisteix en una plataforma que publica anàlisi de científics socials i altres experts sobre temes de l'actualitat jurídica, política, econòmica i social amb focus a Espanya.
Fundat l'1 d'octubre de 2012, entre uns altres per Argelia Queralt, Marc López Plana, Juan Rodríguez Teruel i Edgar Rovira, inicialment va aportar contingut a eldiario.es, acabant aquesta relació el 2015. El 2015 va aconseguir un acord de col·laboració amb El Periódico, fins que, el desembre de 2018, es va determinar la seva mudança a l'edició web del diari El País, dirigit per Soledad Gallego Díaz.
Dirigit inicialment per Argelia Queralt, l'observatori social va comptar amb les signatures de més de 1000 professors i investigadors universitaris en els seus primers cinc anys de vida.